# Canthon bisignatus
Canthon bisignatus är en skalbaggsart som beskrevs av Vladimir Balthasar 1939. Canthon bisignatus ingår i släktet Canthon och familjen bladhorningar. Inga underarter finns listade.